# 1708 au théâtre
| Années du théâtre : 1705 - 1706 - 1707 - 1708 - 1709 - 1710 - 1711    |
| Décennies du théâtre : 1670 - 1680 - 1690 - 1700 - 1710 - 1720 - 1730 |

## Événements
- Francesco-Paolo D'Angelis prend la direction du Théâtre de la Monnaie à Bruxelles.

## Pièces de théâtre représentées
- 9 janvier : Le Légataire universel de Jean-François Regnard, à la Comédie-Française
- 14 décembre : Électre, tragédie de Crébillon père, à la Comédie-Française
- Polichinelle Colin-Maillard de Gillot
- Le Jaloux Honteux de Charles Dufresny

## Naissances
- 26 août : Pierre-Joseph Bernard, dit Gentil-Bernard, poète, goguettier et dramaturge français, mort le 1er novembre 1775.
- 30 novembre : Antoine de Laurès, poète et auteur dramatique français, mort le 12 janvier 1779.
- Date précise non connue :
  - L'abbé de La Marre, homme de lettres français et librettiste, mort en 1742.

## Décès
- 27 mars : Françoise Jacob de Montfleury, dite Mademoiselle d'Ennebaut, actrice française, née le 3 novembre 1642.
- 2 novembre : Antoine de La Fosse, dramaturge français, né vers 1653.
- 8 novembre (enterrement) : Jean-Jacques Quesnot de La Chênée, directeur de théâtre et dramaturge français, actif au Danemark et dans les Pays-Bas espagnols, né vers 1664.
- décembre : Nicolas de Péchantré, poète et auteur dramatique français, né en 1638.

- Date précise non connue :
  - Moll Davis, chanteuse et actrice anglaise, née vers 1648.